# Fabio Lenguita
Fabio Gabriel Lenguita (Wilde, Buenos Aires, 22 de abril de 1969) es un exfutbolista argentino que jugaba como volante.

## Trayectoria

### Independiente
Lenguita debutó con la camiseta de Independiente en el año 1989. En su primera temporada fue subcampeón del Campeonato 1989/90. Su primera etapa en el club duró hasta 1992. En 1994 tuvo su segunda etapa en la institución.

### Banfield
En 1992/93 llegó a Banfield. Con el taladro se consagró campeón de la B Nacional y obtuvo el ascenso a Primera División.

### Toros Neza
En 1993 tuvo su primera experiencia en el exterior, cuando viajó a México para sumarse a Toros Neza.

### Atlético Tucumán
En 1995 volvió a Argentina y se sumó a Atlético Tucumán. Lenguita disputó una sola temporada en el club de San Miguel de Tucumán, pero demostró un gran nivel.

### Platense
En 1996 pasó a Platense. En el calamar jugó hasta el año 1999.

### Ferro
Luego de su paso por Platense llegó a Ferro. En oeste tuvo un breve paso.

### Quilmes
En 1999 llegó a Quilmes, donde jugó la temporada 1999/2000. Su segunda etapa en el club fue en el año 2002, cuando le puso fin a su carrera.

### Almagro
En la temporada 2000/01 llegó a Almagro.

### Tigre
En el año 2001 jugó en Tigre.

## Clubes
| Club             | País      |
| ---------------- | --------- |
| Independiente    | Argentina |
| Banfield         | Argentina |
| Toros Neza       | México    |
| Atlético Tucumán | Argentina |
| Platense         | Argentina |
| Ferro            | Argentina |
| Quilmes          | Argentina |
| Almagro          | Argentina |
| Tigre            | Argentina |

## Palmarés
| Título     | Equipo   | País      | Año     |
| ---------- | -------- | --------- | ------- |
| Nacional B | Banfield | Argentina | 1992/93 |